# Oberried, Breisgau-Hochschwarzwald
Oberried là một thị xã trong huyện Breisgau-Hochschwarzwald bang Baden-Württemberg in southern thuộc nước Đức. Đô thị Oberried, Breisgau-Hochschwarzwald có diện tích 66,32 km2, dân số thời điểm 31 tháng 12 năm 2020 là 2868 người.
Oberried có các hang động Barbarastollen, trung tâm lưu trữ của Đức.
1. ↑  Oberried: Thị trưởng Lưu trữ ngày 16 tháng 6 năm 2013 tại archive.today
2. ↑   "Bevölkerung nach Nationalität und Geschlecht am 31. Dezember 2020" [Population by nationality and sex as of December 31, 2020] (CSV). Statistisches Landesamt Baden-Württemberg (bằng tiếng Đức). tháng 6 năm 2021. Truy cập ngày 17 tháng 10 năm 2021.
3. ↑   https://www.statistik-bw.de/BevoelkGebiet/Bevoelk_I_D_A_vj.csv. {{Chú thích web}}: |title= trống hay bị thiếu (trợ giúp)